# Noworodek

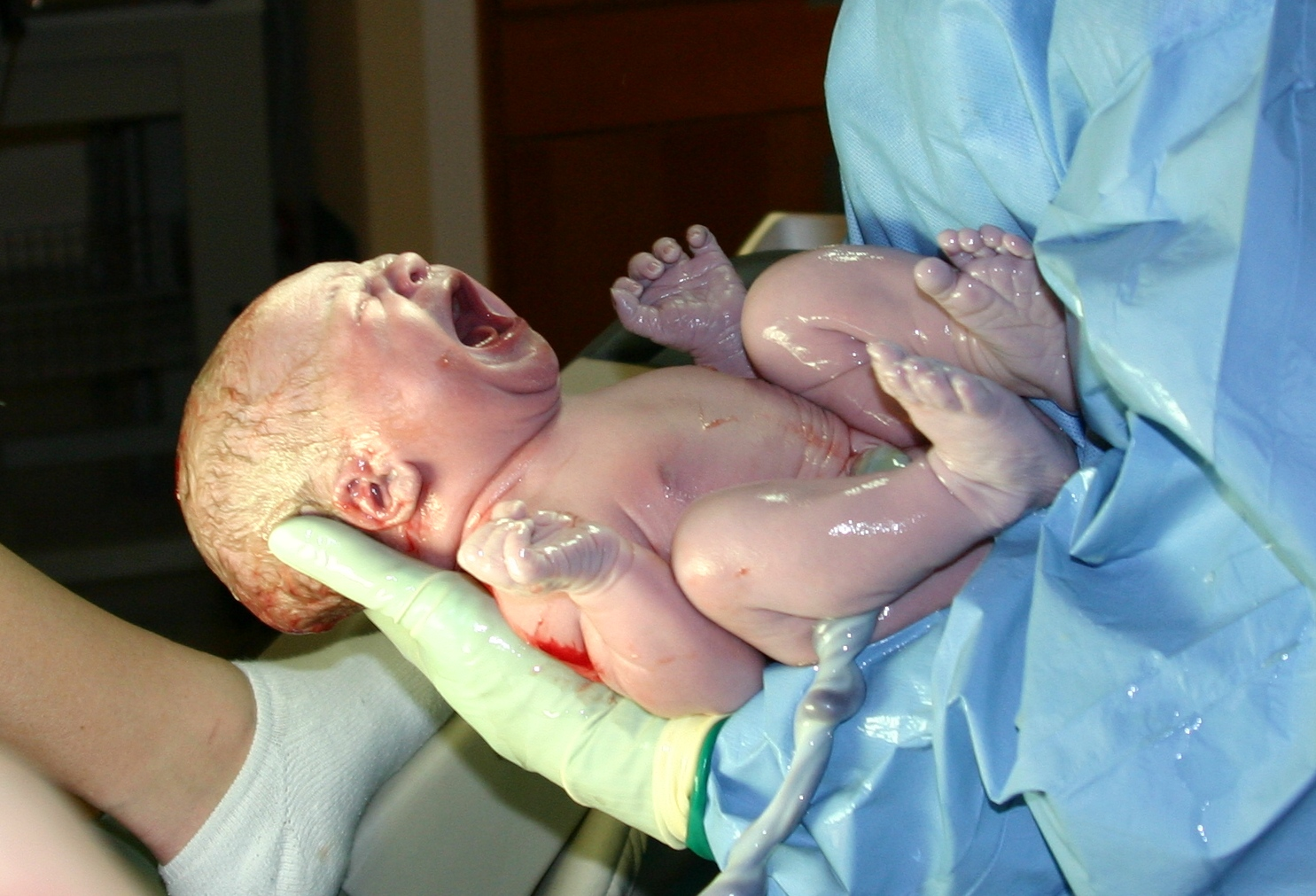
Noworodek z jeszcze nieodciętą pępowiną

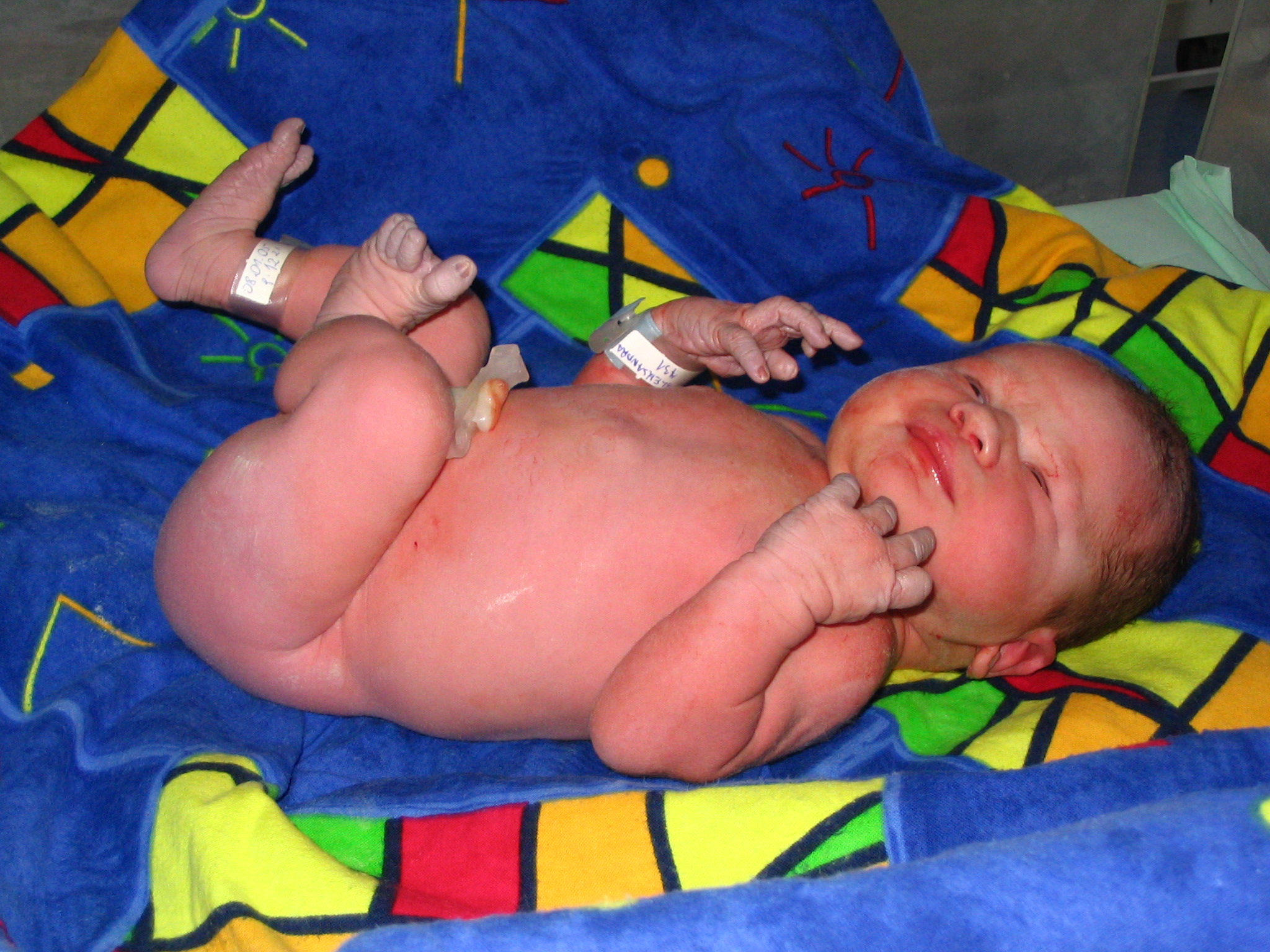
Noworodek w godzinę po porodzie

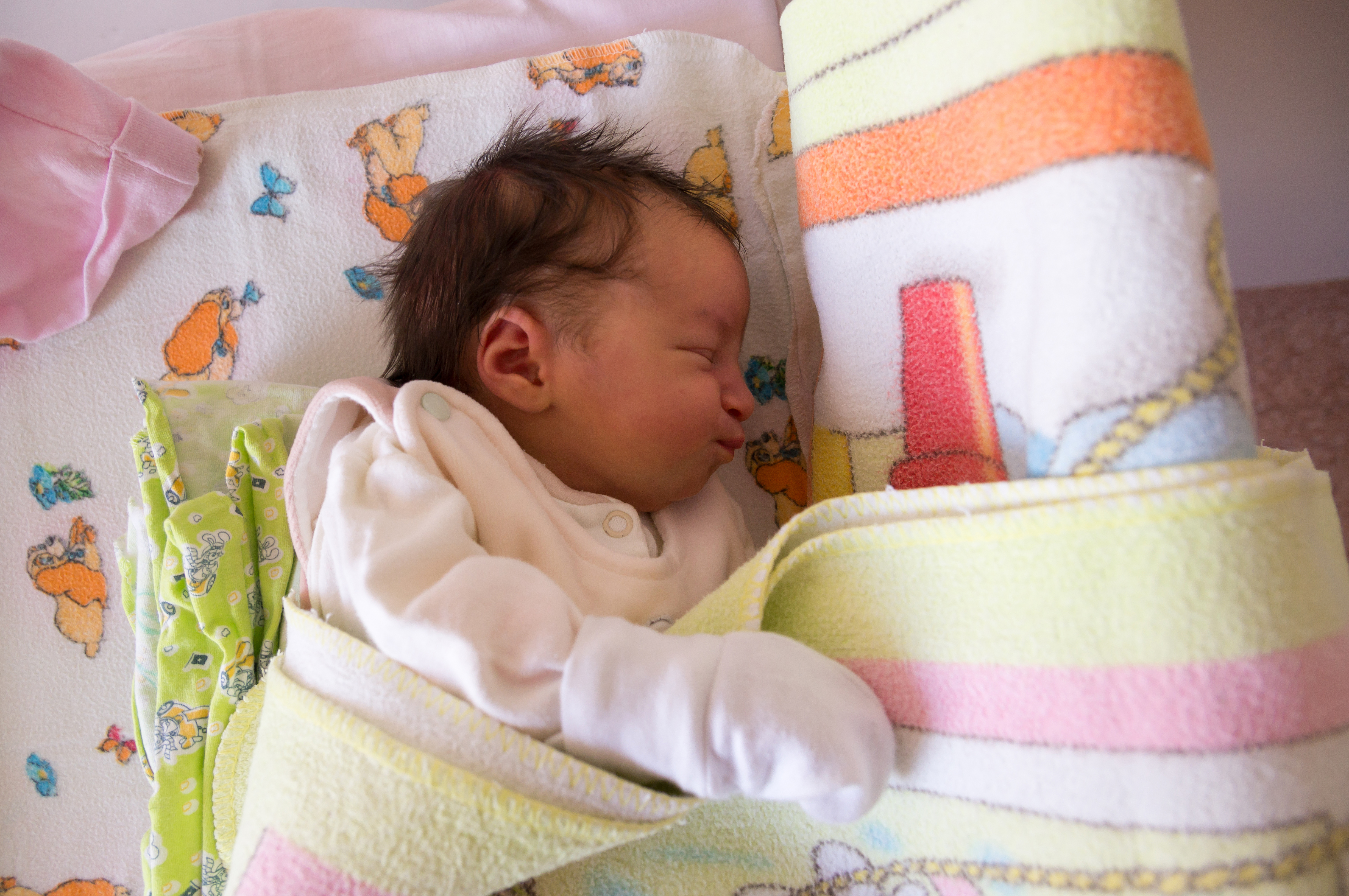
Dwudniowy noworodek

Noworodek – dziecko od urodzenia do ukończenia 4 tygodni (28 dni).
Okres noworodkowy jest czasem, w którym następuje pełne przystosowanie dziecka do zmienionych warunków po urodzeniu. U noworodków donoszonych okres ten wynosi 28 dni, u wcześniaków może ulec wydłużeniu.
Nauka, która zajmuje się tym okresem to neonatologia.

## Definicje
- Podział ze względu na wiek ciążowy w chwili porodu.
  - Wcześniak – poród dokonany przed skończeniem 37 tygodnia ciąży (<35 tygodni od zapłodnienia drogą natury – nie dotyczy procedury in vitro)
  - Noworodek donoszony – tradycyjnie przyjmowano kryterium wieku ciążowego 38–42 tygodnie. Termin ten nie jest obecnie jednoznacznie zdefiniowany. Skończenie 37 tygodnia ciąży kończy rozpoznanie „porodu przedwczesnego”, co nie oznacza automatycznie „ciąży donoszonej”.
  - Noworodek przenoszony – tradycyjnie przyjmowano kryterium skończonego 42 tygodnia ciąży (powyżej 40 tygodni od zapłodnienia drogą natury). Obecnie, ze względów bezpieczeństwa, zaleca się podejmowanie działania w 41 tygodniu ciąży, co nie oznacza automatycznie „ciąży przenoszonej”
- Podział ze względu na masę ciała przy urodzeniu
  - Noworodek hipertroficzny – masa ciała powyżej 90 centyla dla wieku ciążowego (ang. large for gestational age, LGA).
  - Noworodek eutroficzny – masa ciała pomiędzy 10 a 90 centylem dla wieku ciążowego (ang. apropriate for gestational age, AGA).
  - Noworodek hipotroficzny – masa ciała poniżej 10 centyla dla wieku ciążowego (ang. small for gestational age, SGA).
  - Mała urodzeniowa masa ciała (LBW – ang. Low Birth Weight) – masa ciała poniżej 2500g
  - Bardzo niska urodzeniowa masa ciała (VLBW – ang. Very Low Birth Weight) – masa ciała poniżej 1500 g
  - Ekstremalnie niska urodzeniowa masa ciała (ELBW – ang. Extremely Low Birth Weight) – masa ciała poniżej 1000 g

## Śmiertelność noworodków
Dziecko martwo urodzone to noworodek bez objawów życia urodzony po upływie 22. tygodnia ciąży.
Wskaźnik śmiertelności okołoporodowej zawiera wszystkie dzieci martwo urodzone i zmarłe w ciągu pierwszych 7 dni życia i jest wyrażany na 1000 urodzeń (żywych i martwych).
Wskaźnik śmiertelności okołoporodowej w Polsce w roku 1999 wynosił 10,8; w roku 2008 wynosił 7,6.
Wskaźnik śmiertelności noworodkowej to liczba noworodków zmarłych w czasie pierwszych 4 tygodni życia na 1000 żywych urodzeń.

## Inne informacje
Noworodek śpi około 21 godzin na dobę (występują jednak duże odchylenia osobnicze), budząc się tylko w porach karmienia. Wyodrębnienie tego okresu z niemowlęctwa jest konieczne ze względu na trwający w tym czasie okres adaptacji młodego organizmu do życia w nowym środowisku. Nauką zajmującą się problemami zdrowotnymi tego okresu jest neonatologia. Noworodek jest bezsilny i bezbronny wobec otoczenia. Po ok. 2 tygodniach życia rozpoznaje głosy bliskich.
Zachodzi przełom hormonalny, zmiana obrazu krwi, przepuszczalność błony jelitowej. Dziecko jest podatne na infekcje, ma podwyższoną ciepłotę ciała. Ma wrodzone odruchy chwytne i ssania. Okres ten kończy się wraz ze stabilizacją układów oddychania, krążenia, wydalania i gdy następuje wyrównanie urodzeniowej masy ciała, później odpada pępowina, występuje obfita podściółka tłuszczowa.